# SCiB
Super Charge Ion Batterry, skrajšano SCiB, je ime akumulatorja na osnovi litij-ionske tehnologije prozvajalca Toshiba. Prototip je nastal marca 2005. Konec leta 2008 se je pričela serijska proizvodnja.

## Lastnosti
Poglavitna prednost te tehnologije je hitro polnjenje ob hkratnem podaljšanju življenjske dobe akumulatorja. Po navedbah proizvajalca se v eni minuti napolni na 80% nazivne kapacitete.